# Імперія брехні
Імперія брехні (ісп. Imperio de mentiras) — мексиканський телесеріал 2020 року у жанрі драми та створений компанією Televisa. В головних ролях — Анжеліка Боєр, Андрес Паласіос, Алехандро Камачо, Летисія Кальдерон, Сусанна Гонсалес.
Перша серія вийшла в ефір 14 вересня 2020 року.
Серіал має 1 сезон. Завершився 92-м епізодом, який вийшов у ефір 17 січня 2021 року.
Режисер серіалу — Вальтер Донер, Хуан Пабло Бланко.
Сценарист серіалу — Леонардо Бекіні, Марія Елена Лопес.
Продюсер серіалу — Жизель Гонсалес.
Серіал є адаптацією турецького серіалу «Брудні гроші та кохання», 2014 року.

## Сюжет
Трагедія зводить разом чесного поліцейського Леонардо та Елізу, дівчину з багатої родини. Після того, як батько Елізи та подруга Леонардо були вбиті за дивних обставин, пара розслідує загадкові смерті.

## Актори та ролі

### Головні
| Актор                  | Роль                             |
| ---------------------- | -------------------------------- |
| Анжеліка Боєр          | Еліза Канту Роблес               |
| Андрес Паласіос        | Леонардо «Лео» Веласко Родрігес  |
| Алехандро Камачо       | Еудженіо Серрано                 |
| Летисія Кальдерон      | Вікторія Роблес де Канту         |
| Сусанна Гонсалес       | Рената Канту Роблес де Арізменді |
| Патрисія Реєс Спіндола | Сара Родрігес де Веласко         |
| Ернан Мендоса          | Хосе Луїс Веласко Родрігес       |
| Іван Арана             | Даріо Рамірес «Кобра»            |
| Алехандра Роблес Гіл   | Марія Хосе «Маджо» Канту Роблес  |
| Хав'єр Хаттін          | Фабрісіо Серрано                 |
| Мішель Гонсалес        | Фернанда Наварро                 |
| Хуан Мартін Хаурегі    | Марсело Арізменді                |
| Луз Рамос              | Адріана Санчес                   |
| Рікардо Рейно          | Маріо Гардуньо                   |
| Сесилія Туссен         | Ньєвес Сандоваль де Альварес     |
| Пілар Іксквік Мата     | Тереза де Веласко                |
| Карлос Арагон          | «Тапія»                          |
| Вероніка Лангер        | П'єдад Рамірес                   |
| Адальберто Парра       | Хустіно Альварес                 |
| Алісія Джазіз          | Клара Альварес Сандоваль         |
| Ассіра Аббате          | Леслі Веласко                    |
| Сандра Кай             | Соня де Серрано                  |

### Постійні та спеціальні гості
| Актор          | Роль                     |
| -------------- | ------------------------ |
| Енріке Сінгер  | Аугусто Канту            |
| Хессіка Декоте | Хулія Альварес Сандоваль |
| Гектор Холтен  |                          |
| Енок Леаньйо   | Рейнальдо Феррер         |
| Карлос Торрес  | Маурісіо                 |
| Іліяна Фокс    | Крістіна Оласабаль       |

## Сезони
| Сезон | Епізоди | Епізоди | Оригінальний показ | Оригінальний показ | Оригінальний показ |
| Сезон | Епізоди | Епізоди | Перший показ       | Останній показ     | Мережа             |
| ----- | ------- | ------- | ------------------ | ------------------ | ------------------ |
| 1     | 92      | 92      | 14 вересня 2020    | 17 січня 2021      | Las Estrellas      |

## Аудиторія
| Сезон | Країна  | Розклад       | Серії | Перший ефір          | Перший ефір        | Останній ефір      | Останній ефір      | Середня кількість глядачів (мільйони) |
| Сезон | Країна  | Розклад       | Серії | Дата                 | Глядачі (мільйони) | Дата               | Глядачі (мільйони) | Середня кількість глядачів (мільйони) |
| ----- | ------- | ------------- | ----- | -------------------- | ------------------ | ------------------ | ------------------ | ------------------------------------- |
| 1     | Мексика | 21:30 — 22:30 | 91    | 14 вересня 2020 року | 2,8                | 17 січня 2021 року | 3,3                | 2,48                                  |
| 1     | США     | 21:00 — 22:00 | 91    | 21 вересня 2020 року | 1,56               | 7 лютого 2021 року | 1,47               | 1,34                                  |

## Рейтинги серій

### Сезон 1 (2020)
| №  | Дата ефіру в Мексиці | Дата ефіру в США  | Глядачі в Мексиці (мільйони) | Глядачі в США (мільйони) | №     | Дата ефіру в Мексиці | Дата ефіру в США | Глядачі в Мексиці (мільйони) | Глядачі в США (мільйони) |
| 1  | 14 вересня 2020      | 21 вересня 2020   | 2.8                          | 1.56                     | 47    | 17 листопада 2020    | 1 грудня 2020    | 2.8                          | 1.10                     |
| 2  | 15 вересня 2020      | 22 вересня 2020   | 2.2                          | 1.57                     | 48    | 18 листопада 2020    | 2 грудня 2020    | 2.6                          | 1.37                     |
| 3  | 16 вересня 2020      | 23 вересня 2020   | 2.4                          | 1.34                     | 49    | 19 листопада 2020    | 3 грудня 2020    | 2.6                          | х                        |
| 4  | 17 вересня 2020      | 24 вересня 2020   | 2.7                          | 1.44                     | 50    | 20 листопада 2020    | 4 грудня 2020    | 2.7                          | 1.27                     |
| 5  | 18 вересня 2020      | 25 вересня 2020   | 2.7                          | 1.37                     | 51    | 23 листопада 2020    | 7 грудня 2020    | 2.7                          | 1.24                     |
| 6  | 21 вересня 2020      | 28 вересня 2020   | 2.4                          | 1.41                     | 52    | 24 листопада 2020    | 8 грудня 2020    | 2.8                          | 1.34                     |
| 7  | 22 вересня 2020      | 29 вересня 2020   | 2.5                          | 1.27                     | 53    | 25 листопада 2020    | 9 грудня 2020    | 3.1                          | 1.38                     |
| 8  | 23 вересня 2020      | 30 вересня 2020   | 2.7                          | 1.10                     | 54    | 26 листопада 2020    | 11 грудня 2020   | 2.7                          | 1.26                     |
| 9  | 24 вересня 2020      | 1 жовтня 2020     | 2.6                          | 1.31                     | 55    | 27 листопада 2020    | 14 грудня 2020   | 2.7                          | 1.40                     |
| 10 | 25 вересня 2020      | 2 жовтня 2020     | 2.8                          | 1.31                     | 56    | 30 листопада 2020    | 15 грудня 2020   | х                            | 1.46                     |
| 11 | 28 вересня 2020      | 5 жовтня 2020     | 2.7                          | 1.54                     | 57    | 1 грудня 2020        | 16 грудня 2020   | х                            | 1.25                     |
| 12 | 29 вересня 2020      | 6 жовтня 2020     | 2.7                          | 1.36                     | 58    | 2 грудня 2020        | 17 грудня 2020   | х                            | 1.25                     |
| 13 | 30 вересня 2020      | 8 жовтня 2020     | 3.2                          | 1.35                     | 59    | 3 грудня 2020        | 18 грудня 2020   | х                            | 1.34                     |
| 14 | 1 жовтня 2020        | 9 жовтня 2020     | 2.8                          | 1.19                     | 60    | 4 грудня 2020        | 21 грудня 2020   | 2.6                          | 1.30                     |
| 15 | 2 жовтня 2020        | 12 жовтня 2020    | 2.8                          | 1.35                     | 61    | 7 грудня 2020        | 22 грудня 2020   | 2.8                          | 1.28                     |
| 16 | 5 жовтня 2020        | 13 жовтня 2020    | 2.7                          | 1.37                     | 62    | 8 грудня 2020        | 23 грудня 2020   | х                            | 1.29                     |
| 17 | 6 жовтня 2020        | 14 жовтня 2020    | 2.7                          | 1.25                     | 63    | 9 грудня 2020        | 28 грудня 2020   | х                            | х                        |
| 18 | 7 жовтня 2020        | 15 жовтня 2020    | 2.8                          | 1.22                     | 64    | 10 грудня 2020       | 29 грудня 2020   | 3.0                          | х                        |
| 19 | 8 жовтня 2020        | 16 жовтня 2020    | 2.8                          | 1.30                     | 65    | 11 грудня 2020       | 30 грудня 2020   | 2.7                          | х                        |
| 20 | 9 жовтня 2020        | 19 жовтня 2020    | 2.7                          | 1.24                     | 66    | 14 грудня 2020       | 1 січня 2021     | 2.7                          | 1.20                     |
| 21 | 12 жовтня 2020       | 20 жовтня 2020    | 2.8                          | 1.30                     | 67    | 15 грудня 2020       | 4 січня 2021     | 2.8                          | 1.48                     |
| 22 | 13 жовтня 2020       | 21 жовтня 2020    | 2.9                          | 1.31                     | 68    | 16 грудня 2020       | 5 січня 2021     | 2.9                          | 1.32                     |
| 23 | 14 жовтня 2020       | 23 жовтня 2020    | 2.7                          | 1.08                     | 69    | 17 грудня 2020       | 7 січня 2021     | х                            | х                        |
| 24 | 15 жовтня 2020       | 26 жовтня 2020    | 2.6                          | 1.36                     | 70    | 18 грудня 2020       | 8 січня 2021     | х                            | 1.32                     |
| 25 | 16 жовтня 2020       | 27 жовтня 2020    | 2.7                          | 1.36                     | 71    | 21 грудня 2020       | 11 січня 2021    | х                            | 1.30                     |
| 26 | 19 жовтня 2020       | 28 жовтня 2020    | 2.5                          | 1.24                     | 72    | 22 грудня 2020       | 12 січня 2021    | х                            | 1.45                     |
| 27 | 20 жовтня 2020       | 29 жовтня 2020    | 2.7                          | 1.33                     | 73    | 23 грудня 2020       | 13 січня 2021    | х                            | 1.42                     |
| 28 | 21 жовтня 2020       | 30 жовтня 2020    | 2.7                          | 1.20                     | 74    | 24 грудня 2020       | 14 січня 2021    | х                            | 1.35                     |
| 29 | 22 жовтня 2020       | 2 листопада 2020  | 2.8                          | 1.39                     | 75    | 25 грудня 2020       | 15 січня 2021    | х                            | 1.38                     |
| 30 | 23 жовтня 2020       | 4 листопада 2020  | 2.7                          | 1.31                     | 76    | 28 грудня 2020       | 18 січня 2021    | х                            | 1.37                     |
| 31 | 26 жовтня 2020       | 5 листопада 2020  | 2.7                          | 1.32                     | 77    | 29 грудня 2020       | 19 січня 2021    | х                            | 1.56                     |
| 32 | 27 жовтня 2020       | 6 листопада 2020  | 2.7                          | 1.19                     | 78    | 30 грудня 2020       | 21 січня 2021    | х                            | 1.44                     |
| 33 | 28 жовтня 2020       | 9 листопада 2020  | 2.4                          | 1.21                     | 79    | 31 грудня 2020       | 22 січня 2021    | х                            | 1.22                     |
| 34 | 29 жовтня 2020       | 10 листопада 2020 | 2.6                          | 1.34                     | 80    | 1 січня 2021         | 25 січня 2021    | х                            | 1.53                     |
| 35 | 30 жовтня 2020       | 11 листопада 2020 | 2.6                          | 1.29                     | 81    | 4 січня 2021         | 26 січня 2021    | 2.9                          | 1.57                     |
| 36 | 2 листопада 2020     | 12 листопада 2020 | 2.2                          | 1.22                     | 82    | 5 січня 2021         | 27 січня 2021    | 2.8                          | 1.63                     |
| 37 | 3 листопада 2020     | 13 листопада 2020 | 2.4                          | 1.19                     | 83    | 6 січня 2021         | 28 січня 2021    | 3.0                          | 1.55                     |
| 38 | 4 листопада 2020     | 16 листопада 2020 | 2.7                          | 1.13                     | 84    | 7 січня 2021         | 29 січня 2021    | 2.9                          | 1.51                     |
| 39 | 5 листопада 2020     | 17 листопада 2020 | 2.4                          | 1.30                     | 85    | 8 січня 2021         | 29 січня 2021    | 3.0                          | 1.51                     |
| 40 | 6 листопада 2020     | 18 листопада 2020 | 2.5                          | 1.31                     | 86    | 11 січня 2021        | 1 лютого 2021    | 2.9                          | 1.54                     |
| 41 | 9 листопада 2020     | 20 листопада 2020 | 2.3                          | 1.20                     | 87    | 12 січня 2021        | 2 лютого 2021    | 3.0                          | 1.52                     |
| 42 | 10 листопада 2020    | 23 листопада 2020 | 2.4                          | 1.19                     | 88    | 13 січня 2021        | 3 лютого 2021    | 3.3                          | 1.47                     |
| 43 | 11 листопада 2020    | 24 листопада 2020 | 2.6                          | 1.22                     | 89    | 14 січня 2021        | 4 лютого 2021    | 3.3                          | 1.62                     |
| 44 | 12 листопада 2020    | 25 листопада 2020 | 2.7                          | 1.10                     | 90    | 15 січня 2021        | 5 лютого 2021    | 3.4                          | 1.57                     |
| 45 | 13 листопада 2020    | 27 листопада 2020 | 2.8                          | 1.15                     | 91 92 | 17 січня 2021        | 7 лютого 2021    | 3.3                          | 1.47                     |
| 46 | 16 листопада 2020    | 30 листопада 2020 | 2.5                          | 1.23                     |       |                      |                  |                              |                          |

## Інші версії
| Рік  | Країна    | Українська назва        | Оригінальна назва | Кількість | Кількість | В головних ролях                             | Компанія | Канал |
| Рік  | Країна    | Українська назва        | Оригінальна назва | сезонів   | серій     | В головних ролях                             | Компанія | Канал |
| ---- | --------- | ----------------------- | ----------------- | --------- | --------- | -------------------------------------------- | -------- | ----- |
| 2014 | Туреччина | Брудні гроші та кохання | Kara Para Aşk     | 2         | 54        | Енгін Акюрек, Туба Бюйюкюстюн, Небахат Чехре | Ay Yapım | atv   |

## Нагороди та номінації
| Рік  | Нагорода                | Категорія                      | Кандидат                                                     | Результат |
| ---- | ----------------------- | ------------------------------ | ------------------------------------------------------------ | --------- |
| 2020 | TV Adicto Golden Awards | Найкращі декорації             | Дієго Ласкурен                                               | Перемога  |
| 2020 | TV Adicto Golden Awards | Найкраща інструментальна пісня | Джорді Бахбуш                                                | Перемога  |
| 2020 | TV Adicto Golden Awards | Акторка другого плану          | Сусанна Гонсалес                                             | Перемога  |
| 2020 | TV Adicto Golden Awards | Злодій                         | Ернан Мендоса                                                | Перемога  |
| 2020 | TV Adicto Golden Awards | Злодійка                       | Іліяна Фокс                                                  | Перемога  |
| 2020 | TV Adicto Golden Awards | Актор-новачок                  | Іван Арана                                                   | Перемога  |
| 2020 | TV Adicto Golden Awards | Заслужений актор               | Алехандро Камачо                                             | Перемога  |
| 2020 | TV Adicto Golden Awards | Заслужена акторка              | Патрисія Реєс Спіндола                                       | Перемога  |
| 2020 | TV Adicto Golden Awards | Кращий акторський склад        | Родріго Руїс                                                 | Перемога  |
| 2020 | TV Adicto Golden Awards | Режисер                        | Армандо Зафра, Луїс Артуро Родрігес, Луїс Гарсія, Уго Муньос | Перемога  |